# Пельо (Ломбардия)
Пѐльо (на италиански: Peglio; на ломбардски: Pei, Пей) е село и община в Северна Италия, провинция Комо, регион Ломбардия. Разположено е на 650 m надморска височина. Населението на общината е 184 души (към 2017 г.).